# Реп-опера
Реп-опера або хіп-хопера — це музичний твір у стилі хіп-хоп з оперними формами. Реп-оперою називають як драматичні твори, так і концептуальні альбоми, а хіп-хоперою називають твори, які більше спираються на сучасний R'n'B ніж реп.

## Історія жанру
Слово хіп-хопера утворилося внаслідок телескопії двох слів — хіп-хопу і опери. Вперше слово «хіп-хопера» з'явилося як назва дебютного альбому (Hip-Hopera) американського репера Volume 10 1994. У 1997 році хіп-хоп гурт The Fugees разом з Баунті Кілером створили сингл із назвою «Хіп-хопера» (Hip-Hopera)
2001 року аналогічну назву отримав телефільм компанії МТВ — Carmen: A Hip Hopera. Фільм позиціонувався як сучасна адаптація опери «Кармен» Жоржа Бізе. У фільмі знялись Бейонсе Ноулз, Мекай Файфер, Мос Деф, Вайклеф Жан, Da Brat та інші. У 2006 році вийшов фільм Ренні Харріса Ромео і Джульєта (2006), що являв собою хіп-хоп інтерпретацію п'єси Ромео і Джульєтта Вільяма Шекспіра. 2015 року відбулася прем'єра мюзиклу «Гамільтон: американський мюзикл» Лін-Мануеля Міранди, який розповідає про життя батька-засновника Александра Гамільтона. Мюзикл дебютував у Бродвеї і швидко здобув широку популярність завдяки унікальному використанню репу та сучасної музики.
Реп-опера також використовується у місцевих організаціях, такі як Rap Opera Project. Карлос Агірре, засновник Rap Opera Project, використовує реп-оперу для виховання підлітків групи ризику. Мета проекту — дати право голосу особам, які відчувають себе пригнобленими. Агірре, виходячи зі власного досвіду, набутого у молодості, розглядає музичну виразність як «форму терапії». Оперний театр у Глайнденбурзі (Велика Британія) намагався представити у хіп-хоповій естетиці оперу «Так чинять усі» В. А. Моцарта аби привернути увагу місцевої молоді.
Слово почало широко використовуватися після появи у 2005 року в описі серіалу Trapped in the Closet R'n'B-співака Р. Келлі.

## Сприйняття
Реп-опера була сприйнята неоднозначно. Театральний критик Стівен Оксман описав Кармен: хіп-хопера так: «Кармен МТВ — перша хіп-хопера, і хоча ця фраза може видаватися надто красномовною, це прочитання опери Бізе у сучасній хіп-хоповій манері є дуже вдалою і являє одну з найоригінальніших нещодавніх спроб створення нової форми зі старої.» Інша хіп-хопера, Хемілтон Лін-Мануеля Міранди, була високо оцінена президентом США Бараком Обамою, він заявив що ця опера «стала фаворитом в домі Обами». Критик Майкл Біллінгтон у журналі «Гардіан» заявив, що «Міранда створив підбадьорливий і оригінальний мюзикл, який в часи національної кризи нагадує про величезний борг Америки перед іммігрантами.» Водночас, мюзикл критикували через історичні неточності і упередженість. Один з глядачів заявив, що «Фатальним недоліком Гамільтона є її орієнтація на емоції, а не на сенс. У цьому він є символом більш широких прогресивних лівих».

## Приклади
- Graffiti Blues (1992) Рона Моквена і Misha McK, реп опера поставлена в Пасадена Сівік Аудіторіум[12][13]
- A Prince Among Thieves (1999) концептуальний альбом Принца Павло, де розповідається історія молодого репера, який бореться за свій шанс.
- Deltron 3030 (2000) наукова фантастика концептуальний альбом
- Polarity (2003) Нормана (Onry Ozzborn і Барфлі)
- A Grand Don't Come for Free (2004) The Streets: людські думки, пригоди і переживання, під час пошуків £1000, що він втратив.
- A Night at the Hip Hopera (2004) Kleptones'а
- Trapped in the Closed (2005—2012) серія пісень та відео з Р. Келлі, де згадується низка подій після однієї ночі.
- Копы в огне (2009)
- The Incredible True Story (2015) Logic'а.
- Splendor&Misery (2016) групи Clipping афрофутуристична хіп-хоп космічна опера.[14][15]
- Хипхопера: Орфей & Эвридика (2018)